# Walther P99
La P99 es una pistola semiautomática diseñada por la compañía alemana Carl Walther GmbH Sportwaffen para fuerzas policiales, agencias de seguridad y el mercado civil de tiro al blanco, como un reemplazo para las Walther P5 y P88. El diseño de esta nueva arma comenzó en 1994, el arma fue presentada en 1997, y comenzó la producción ese mismo año. En principio fue introducida para el cartucho 9 x 19 Parabellum, pero luego fue desarrollada una versión para el cartucho .40 S&W, destinada principalmente para el mercado estadounidense, la cual fue lanzada en 1998.

## Diseño
La P99 tiene un armazón de polímero y corredera de metal, tratada con "Tenifer", un proceso que inhibe la corrosión. Posee una aguja percutora interna que hace las veces de martillo, la cual, en su parte posterior, posee pintado un punto rojo que es visible cuando el arma está amartillada (de esta forma se puede ver si el arma está amartillada o no). Asimismo, posee un indicador de cartucho en la recámara, situado en el lado derecho de la corredera. 
Posee cuatro seguros internos, alza y punto de mira ajustables tanto en deriva como en elevación, riel para accesorios (tales como puntero láser o linterna), botón del retén del cargador ambidiestro incorporado en el arco del guardamonte, y la parte posterior de la empuñadura es intercambiable para mejorar el agarre de acuerdo a la mano del usuario. Los modelos AS y QA también incorporan un botón para desmontar el arma. Este dispositivo es inédito, por cuanto consiste en una tecla ubicada en la parte trasera superior de la corredera, y funciona de la siguiente manera: Una vez que se ha introducido un cartucho en la recámara, accionando la mencionada tecla, se desmonta el sistema de aguja de percusión lanzada que posee, quedando el arma en condiciones de efectuar un primer disparo presionando el gatillo, tal como si fuera un revólver de doble acción.

## Rediseño
Un rediseño de la P99 fue presentado en 2004, incorporando un guardamonte modificado que eliminaba la “rampa de ski” que es claramente visible en las fotos del arma. Esto fue hecho por recomendación de algunos usuarios que se quejaban de la comodidad del estilo previo. Walther también aprovechó la oportunidad para rediseñar la corredera de forma que tuviera mejor agarre, y notablemente, cambió el riel de accesorios de diseño propio por uno del tipo Weaver. Algunos modelos construidos en 2005 y todos los modelos posteriores recibieron un cambio de diseño más: una palanca para liberar el cargador más grande.

## Usuarios
- Alemania: Bundespolizei (parcialmente).
- España: Mozos de Escuadra y policías locales de algunas ciudades.
- Canadá: Servicio policial de Montreal.
- Finlandia: Ejército finlandés (fuerzas especiales y policía militar).
- Polonia: Politzia (policía polaca).
- Reino Unido: cuerpos de entrenamiento aéreo del Reino Unido.
- México: Policía Federal ahora Guardia Nacional